# Ripalimosani
Ripalimosani ist eine italienische Gemeinde (comune) mit 3004 Einwohnern (Stand 31. Dezember 2023) in der Provinz Campobasso in der Region Molise. Die Gemeinde liegt etwa 5,5 Kilometer nördlich von Campobasso. Die nördliche bzw. nordwestliche Gemeindegrenze bildet der Biferno.

## Verkehr
Entlang des Biferno verläuft die Strada Statale 647 Fondo Valle del Biferno von Bojano nach Guglionesi. Ein Abzweig, die Strada statale 647 dir/B Fondo Valle del Biferno, führt durch Ripalimosani nach Campobasso bzw. zur Strada Statale 87var.